# Vaulandry
Vaulandry era una comuna francesa situada en el departamento de Maine y Loira, de la región de Países del Loira, que el 1 de enero de 2013 pasó a ser una comuna delegada de la comuna nueva de Clefs-Val-d'Anjou al fusionarse con la comuna de Clefs.

## Historia
El 1 de enero de 2016, pasó a ser una comuna delegada de la comuna nueva de Baugé-en-Anjou al fusionarse con las comunas de Baugé, Bocé, Chartrené, Cheviré-le-Rouge, Clefs, Cuon, Échemiré, Fougeré, Le Guédeniau, Le Vieil-Baugé, Montpollin, Pontigné, Saint-Martin-d'Arce y Saint-Quentin-lès-Beaurepaire.

## Demografía
| Gráfica de evolución demográfica de Vaulandry entre 1800 y 2010 |
|                                                                 |

Los datos demográficos contemplados en este gráfico de la comuna de Vaulandry se han cogido de 1800 a 1999 de la página francesa EHESS/Cassini, y los demás datos de la página del INSEE.